# Franciszek Gumowski

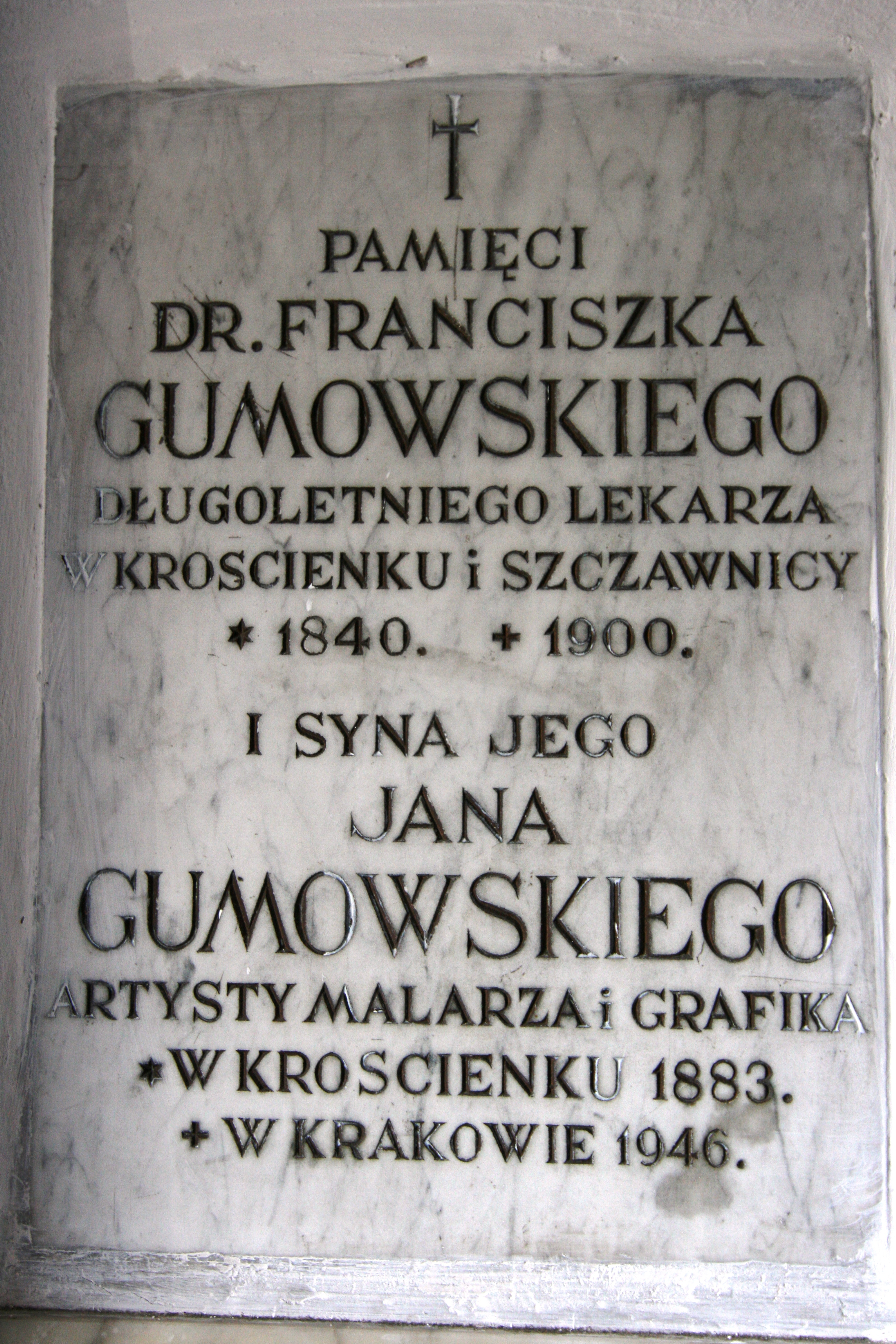
Tablica poświęcona Franciszkowi i Janowi Gumowskim w kruchcie kościoła Wszystkich Świętych w Krościenku nad Dunajcem

Franciszek Gumowski (ur. w 1840 w Drużbinie, zm. w 1900 w Ciężkowicach) – polski lekarz, literat.

## Życiorys
Franciszek Gumowski uczył się w seminarium we Włocławku, a następnie w Akademii Duchownej w Warszawie. Nie ukończywszy żadnej z nich spróbował również studiów na Wydziale Filologiczno-Historycznym Szkoły Głównej Warszawskiej, z podobnym skutkiem. Aby uniknąć represji po powstaniu styczniowym wyjechał do Berlina i następnie Krakowa, gdzie 25 lipca 1877 roku uzyskał dyplom doktora wszechnauk lekarskich.
Rozpoczął praktykę w Łącku, a następnie pracował w latach 1880–1886 w Krościenku nad Dunajcem, gdzie był lekarzem miejskim. W czasie sezonów letnich praktykował również w Szczawnicy.
W 1887 roku przeniósł się na podobną posadę do Brzostku, gdzie stracił całe mienie w czasie pożaru miasteczka w 1889 roku, a następnie zapadł na chorobę uniemożliwiającą mu przez rok kontynuacje praktyki. W okresie późniejszym pracował jako lekarz w Tarnowie, Bobowie i Ciężkowicach.
Pozostawił wiele utworów literackich, jeszcze w Warszawie publikował swoje utwory poetyckie w czasopiśmie „Opiekun Domowy”. W czasie studiów w Krakowie jego wiersze pojawiały się m.in. w czasopismach „Na Dziś” i „Tygodniku Illustrowanym”. Pisał również pogadanki o sztukach pięknych, kilka biografii zamieścił w Opiekunie Domowym (pod pseudonimem Xawery Drużba). W 1870 roku wydał w Warszawie większy wiersz pt. Przekleństwo. Wiele jego utworów pozostaje niewydanych.

## Życie rodzinne
Franciszek Gumowski ożenił się z Józefą (Józefiną) von Stehr, z którą miał czworo dzieci (m.in. Jan Kanty Gumowski i Marian Gumowski).

## Upamiętnienie
Nazwiskiem Franciszka Gumowskiego nazwano jedną z ulic-deptaków Krościenka nad Dunajcem, odchodzącą od ul. Jagiellońskiej na południe, przy Małym Rynku.